# شورش (ترانه لینکین پارک)
شورش (به انگلیسی: Rebellion) یک ترانه از گروه راک آمریکایی لینکین پارک با همراهی دارون ملکیان است.

## دست‌اندرکاران

### گروه لینکین پارک
- چستر بنینگتون: خواننده
- راب بوردون: درامز، ساز کوبه‌ای
- مایک شینودا: خواننده، کیبورد، گیتار ریتم
- براد دلسون: گیتار لید
- دیوید مایکل فارل: گیتار بیس
- مستر هان (جو): نمونه‌گیری، برنامه‌ریزی موسیقی

### دیگر موسیقی‌دانان
- دارون ملکیان: گیتار

### توضیحات
- نویسندگان/ترانه‌سراها: لینکین پارک و دارون ملکیان

## جدول‌ها
| جدول ۲۰۱۴                             | جایگاه |
| ------------------------------------- | ------ |
| France - SNEP                         | ۸۳     |
| UK Rock - The Official Charts Company | ۱۳     |
| US Hot Rock Songs - Billboard         | ۲۱     |
| US Mainstream Rock - Billboard        | ۱۵     |

## پیشینه پخش
| منطقه  | تاریخ         | فرمت            | برچسب                |
| ------ | ------------- | --------------- | -------------------- |
| جهانی  | ۴ ژوئن ۲۰۱۴   | دانلود دیجیتالی | وارنر برادرز. رکوردز |
| آمریکا | ۱۳ اکتبر ۲۰۱۴ | رادیویی         | وارنر برادرز. رکوردز |